# 永野 (お笑い芸人)
永野（ながの、1974年〈昭和49年〉9月2日 - ）は、日本のお笑いタレント（ピン芸人）、俳優。本名、永野 一樹（ながの かずき）。
宮崎県出身。グレープカンパニー所属。身長167cm、体重65kg。血液型は、AB型。妻はバルーン漫談師のカルーア啓子。

## 来歴
宮崎日大高校卒業。在学中、お笑いコンビを組んでいて相方とテレビ宮崎の『さんさんサタデー』に出演した事がある。後に上京し、専門学校（日本スクールオブビジネス）に進学。程なく中退し、お笑いの道へ進んだ。オーディションを経てホリプロに入り、芸能界デビュー。1995年より活動。ピン芸人としての芸名は「永野」「永野おしり」を経て再び現在の「永野」に戻っている。以前はホリプロに2002年まで、フラットファイヴに2010年5月まで在籍。また、ホリプロ退社後のフリーだった一時期、「四木ひろし（よつきひろし）」と名乗って、五木ひろしの物真似でライブに出演していたこともあった。なお本人曰く、ホリプロからは「君の芸風はホリプロではない」という理由で契約解除を通告され、当時のマネージャーからは「お前のことが好きだから『クビ』とは言いたくない。頼むからお前から『この事務所を辞める』って言ってくれ」と泣かれたという。また、移籍先にフラットファイヴを選んだのは、売れてる芸人が（当時まだ）いなかったからということで「もう30歳を過ぎていたし、年下の芸人を先輩と呼ぶのもイヤだなと思った」ということが理由だった。
2011年に、『everKrack』のミュージックビデオに出演。このビデオの演出を務めた清水康彦が永野の動画を視て、永野を推薦して出演に至った。2012年7月29日、長居スタジアムで開催された「GLAY STADIUM LIVE 2012 THE SUITE ROOM in Osaka NAGAI STADIUM supported by Glico」にサプライズ出演した。その後も、永野の出演するお笑いライブにGLAYから差し入れが届いたことがあった。
2012年9月2日、Zepp Tokyoで単独ライブ『永野お笑い単独SUPER LIVE2012 目立ちたがり屋がZeppでライブ』を開催。
2013年は『日10☆演芸パレード』（MBS）に出演し「気持ち悪い」ことで評判になり、島田洋七にも「（永野が）弟子だったら殴る」と言われたほどだった。勝ち抜きキャスティングバトルでは1週のみではあるが勝ち抜いている。この頃から髪型を大本彩乃（Perfume）を意識したワンレンショートボブに定めた。番組のMCだった斎藤工とは、これ以降深い交友を持っている。
2015年12月末までに、予約が1000枚を超えるとオリジナルDVDを発売することを発表した（#外部リンクの「『永野』オリジナルDVD（発売未定！）予約受付特設サイト」参照）。
2015年12月、『とんねるずのみなさんのおかげでした』（フジテレビ）の番組の中でクリスチャン・ラッセンの絵画（62万円）を購入した。
2016年11月には、エポック社の広告の発表記念イベントで、ネタにしているラッセンと初共演を果たした。また同月、NHK-BSプレミアム「シリーズ横溝正史短編集 金田一耕助登場！」第2回「殺人鬼」に賀川 役として出演。
2024年8月3日、10年前に結婚した妻が同じくお笑いタレントのカルーア啓子であることをX（SNS）にて公表した。今になって配偶者を公表したことについて、カルーアは公表直前に放送したラジオ番組において、インターネット上でデマや個人情報の掲載が相次いでいたことが理由の一つであると明らかにしている。

## 芸風・概説
「孤高のカルト芸人」と言われている。本人曰く「出どころは地底」。
シュールな芸風の一人コントが持ち味。かつては「浜辺で九州を一人で守る人」「前すいませんをやりすぎて、イワシになってしまった人」「事件の手掛かりとなるディスクを見せびらかすだけ見せて颯爽と立ち去る人」「餅が喉に詰まった新沼謙治」「郷ひろみの『お嫁サンバ』に合わせながら香水をかける人」などといったネタや、『スパイダーマン』や、『13日の金曜日』のジェイソンなどの物真似を、「見たことないけど」と前置きした上で行うという芸があった。ただし、永野は下記の通り映画通であり、自身のYouTubeチャンネルで映画のことについて語ることが多い。ネタのBGMとしてテクノミュージックを用いることが多い。
近年は「捧げる歌」のネタでの出演が多い。はじめに「本当に生意気ですが、◯◯に捧げる歌を作ってきました」と言ってポーズを取る。音楽が流れ始めると激しく腰を振るダンスをしながら、髪をかき上げたり客に手を振る（耳に残るメロディー、不気味なダンスとも言われる）。「◯◯より普通に△△が好き」「◯◯で△△をしてはいけない」などと叫び（例：「ゴッホより、普通に、ラッセンが好き」「ピカソより、普通に、ラッセンが好き」）、言い終わると音楽を止めさせ、同じことをもう一度言う。このネタを実際にクリスチャン・ラッセンの前で演じたともあり、ラッセン本人から感謝されたこともあった。しかし、ラッセンやラッセンを好きな者を皮肉ったネタであり、もちろん当人はラッセンを好きではない。
「霊界から聖徳太子を呼ぶ儀式」などの歴史ネタも持つ。
クマのお面を装着し観客の声援を受けて踊る「クマさん応援大会」は、子供の客が多いショッピングモールの営業では鉄板のネタとなっている。
水色のシャツに赤のズボンという衣装がトレードマークになっているが特に意味やこだわりは無く、元々コント用に買っていたワゴンセールの安物をふざけて番組衣装として使った所、その写真を見たマネージャーから「あなたはこれを着続けた方がいい」と言われたのがきっかけで着用している。ただし事務所社長の助けもあり、汗染みやシワが出来にくい材質に改良されている。
新人時代からイジられた時用のリアクションを一貫して、「おそ松くん」のイヤミの「シェー」のポーズをネタ中に取り入れていた。そんな中2001年に「いけ年こい都市」という番組で「シェー2001連発」という企画に出演し、一般参加者と一緒にシェーのポーズをし続けていた所、「こんなことするために芸人になったんじゃない」と思って一升瓶の酒を1本空けて裸で踊り始め、ディレクターらに強制的に連れ出されて事務所もクビになりかけたという出来事もあった。
『日経エンタテインメント!』2017年7月号掲載のアンケート「嫌いな芸人ランキング」では全投票者の内25歳から34歳の男性の層に限定した場合の1位にランクイン。主な理由は「ネタがつまらないから」（92%）がトップ。しかし元々は斎藤工が彼の大ファンということでテレビでクローズアップされる機会が急増した経緯があるほか、このアンケートが開催されたのと近い時期にベッキーが「休業中に動画を何度も見て元気をもらった」と公言するなど、芸能界には根強いファンが多い。
映画評論も行い、レギュラーの評論コーナーをラジオで持っている。特に好きな映画は「稲村ジェーン」「狂い咲きサンダーロード」など。また、音楽にも造詣が深い。
2022年ころから、YouTubeや『チャンスの時間』『マルコポロリ!』などでの独特な着眼点、トークスキルの高さ、本来の毒舌キャラなどが再注目・再評価されており、東野幸治をして「2024年は永野の年になる」、令和ロマン・高比良くるまをして「5年後に天下を取るのは永野さん」などと言わしめている。高比良くるまとはその後、『ひっかかりニーチェ』で共演し、くるまが不祥事による休業から復帰した際には「やっぱりくるまだなって思いますよね、左にいるのは」「ひろしとピョン吉みたいな感じだったのよ」「俺はくるまのもの」などとくるま愛を溢れさせて喜び、励ました。高比良くるまは、佐久間宣行のNOBROCK TVに出演した際、永野のことを「魂が完全に一緒」「本当に永野さんがいてくれてよかったと俺は思っています」としている。

## 出演

### テレビ
- ももクロChan〜Momoiro Clover Z Channel〜 （2013年8月20日 - 、テレビ朝日） -「大人検定」「肝だめしChan」「クイズ!ももChanクロChan」など多数のコーナーに定期的に出演。
- 永野のわっしゃ!（2021年4月3日 - 2023年3月25日、仙台放送） - 自身が司会を務めていた冠番組[39]。
- さんまのお笑い向上委員会（フジテレビ） - 不定期出演。
- 全力!脱力タイムズ（フジテレビ） - 不定期出演。
- あさじげZ（2021年4月3日 - 2022年12月24日、長崎国際テレビ） - 映画コーナーに出演
- スパシャンpresents 超☆爆!遊ビズム研究所（2021年9月4日 - 2022年7月29日、テレビ大阪）
- PON!（2015年10月9日 - 2018年9月26日、日本テレビ） - 金曜 → 水曜レギュラー
- ブレイク![40]（2018年4月10日 - 2018年9月25日、DMM制作、全国25局ネット） 
  - 出演した女性タレント・アイドルなどとトークなどをするバラエティ番組、エンディングで説教するコーナーもあった。（『恋のから騒ぎ』（日本テレビ）の愛の説教部屋に似ている）
- 戦慄トークショー 永野が震える夜（2019年、MONDO TV）
- 一樹と和樹 〜なかよしおじさん 振り返りドライブ〜（2021年12月29日・2022年12月28日、テレビ東京）- ナレーション（2021年） → 進行（2022年）
- ヒロシのひとりキャンプのすすめ（2024年1月26日 - 2月16日、熊本朝日放送）
- 永野と見る怖いコント（2024年4月3日 - 4月24日、テレビ朝日）
- フロンティアで会いましょう！（2024年6月17日 - 11月27日、NHK BS/NHK総合）- 司会[41]
- 永野に絶対来ないシゴト（2024年6月28日 - 7月29日、8月26日、12月16日、テレビ東京）
- 永野＆くるま クレバーなクレーマー（2024年7月2日 - 7月23日、テレビ朝日）
- さんまのお笑い向上委員会（フジテレビ） - 不定期出演。
- 全力!脱力タイムズ（フジテレビ） - 不定期出演。
- お笑いワイドショー マルコポロリ!（関西テレビ） - 不定期出演。
- 千原ジュニアのヘベレケ（2024年2月29日 - 、東海テレビ） - へべレケなび担当。
- 永野&くるまのひっかかりニーチェ（2024年10月2日 - 、テレビ朝日）[42]

### ラジオ
- 永野のシネマPARK（JFN PARK）
- 芸人お試しラジオ「デドコロ」（2022年6月 - 7月、2023年4月 - 5月、2023年12月 - 2024年1月、火曜会）
- Beauty Talk〜イってええのん？〜（Kiss FM KOBE/FM愛媛/FM高知/FM沖縄）
- 永野・カミナリの叱らレディオ～匠を学ぶ～（2017年10月 - 2018年3月、茨城放送）
- 永野のみなもとのもと！（2018年4月 - 2019年3月、茨城放送）
- レディオグレープカンパニー（ソラトニワFM）
- 永野の目には見えない美術館 （2022年3月7日 - 、Artistspoken）
- 60TRY部（2022年4月6日 - 、アール・エフ・ラジオ日本）水曜コーナー　永野の映画はえ～がな!担当
- 永野とミッキーの LIVE BUZZ （2022年10月7日 - 、InterFM）
- Spoonの次世代プロジェクト「Next Radio Star」（2024年8月9日 - 、SPOON）[43]- 「あの頃の永野と」見本番組DJとして参加
- 永野はミスターTBS（TBS Podcast、2025年1月9日 - ）

### インターネット
現在のレギュラー番組
- 永野一樹アワー 笑っていいほも!（2014年6月 - 2015年6月(#12)/月1配信、ニコジョッキー）計12回
- 永野のお悩み相談室（2015年3月30日(#1)・4月17日(#2)、ニコジョッキー）計2回
- 永野のイケイケ☆ソドム（2015年5月15日(#1)・6月19日(#2)・7月17日(#3)、ニコジョッキー）計3回
- ニコジョッキー4周年記念2時間特別番組「おかえり森田＆スパローズ芸歴20周年特番」（2015年7月31日、ニコジョッキー）
- 永野のニコジョッキー 緊急企画・レギュラー総入れ替え戦（2015年8月21日、ニコジョッキー）
- 永野の大喜利初心者（2015年10月30日(#1)・11月27日(#2)、ニコジョッキー） 計2回
- 永野の新春！格闘技大会（2016年1月22日、ニコジョッキー）
- 永野の「無いから1発ギャグを作る」（2016年2月19日、ニコジョッキー）
- 72時間ホンネテレビ（2017年11月2日|11月、AbemaTV）早朝男だらけのインスタ映えばえ大運動会
- 金ため英会話（2017年4月21日 - 2021年11年26日、YouTube「金ため英会話」（フジテレビ公式）)
- サンドウィッチマン永野のNo.1決めてみた（2018年12月3日 - 2019年4月8日、FOD）
- 永野とジョニ男の呑みとも（2019年9月 - 2020年6月、ピクションオリジナル番組）
- 最強新コンビ決定戦 THE ゴールデンコンビ（2024年10月31日、Amazon Prime Video）[44]
- 永野・鷹村の詭弁部、はじめました！（出版区YouTube、2024年6月 - )

### 広告
- 大正製薬 大正漢方胃腸薬『食べる前に.com』篇 （一発芸披露・ナレーション）
- 宝くじ『ナンバーズ』
- アプレシオ（静岡放送、静岡第一テレビのみで放送[45]）
- Aiming「剣と魔法のログレス いにしえの女神」（2015年・2016年）[46][47]
- AbemaTV（2016年） [48]
- A.B.C-Z『君じゃなきゃだめなんだ』WebCM（ナレーション）[49]

### ミュージックビデオ
- GLAY『everKrack』

### DVD
- 目立ちたがり屋が東京でライブ（2009年9月18日、CCRE）
- Ω（オメガ）（2016年5月18日、ポニーキャニオン）
- 永野と高城。（2018年6月20日、キングレコード）

### 映画
- バランサー（斎藤工監督作品、2014年）
- blank13（斎藤工監督作品、2018年）
- MANRIKI（清水康彦監督作品、2019年）原作、脚本、企画、プロデュース、出演
- LOHAS（清水康彦監督作品）
- 宮本（清水康彦監督作品）
- ZERO（清水康彦監督作品）
- Death Bike（清水康彦監督作品）
- MAD MASK（新井勝也共同監督、2025年）監督、主演、プロデュース、原作、脚本 「プチョン国際ファンタスティック映画祭（BIFAN 2025）」 「アドレナリン・ライド部門 」ノミネート作品

### テレビドラマ
- シリーズ・横溝正史短編集 金田一耕助登場!「殺人鬼」（2016年11月25日、NHK BSプレミアム） - 賀川 役[50]
- 残酷な観客達 第5話（2017年6月15日、日本テレビ） - 主審 役
- 深夜のダメ恋図鑑 第4夜（2018年10月28日、朝日放送テレビ） - 永野 役
- 神ちゅーんず 〜鳴らせ!DTM女子〜（2019年4月7日 - 6月9日、朝日放送テレビ） - 葛城先生 役
- 警視庁ゼロ係〜生活安全課なんでも相談室〜 SEASON4 第3話（2019年8月17日、テレビ東京） - 永野（本人役）
- ミリオンジョー 第3話 - 最終話（2019年10月24日 - 12月26日、テレビ東京） - 佐藤宏冶 役
- ひまわりっ! 〜宮崎レジェンド〜（2020年6月1日 - 6月12日、テレビ宮崎） - 永野（本人） 役
- 再雇用警察官3（2021年12月13日、テレビ東京） - 伊勢戸利次 役
- マイファミリー 第4話（2022年5月1日、TBS） - 永野（本人役）

### 吹き替え
- ジュラシック・ワールド（2017年、日本テレビ版） - オペレーター 役[51]

### 書籍
- 僕はロックなんか聴いてきた 〜ゴッホより普通にニルヴァーナが好き! 〜（2021年9月、リットーミュージック）
- オルタナティブ（2023年2月、リットーミュージック）